# ریوتو یاسوکا
ریوتو یاسوکا (انگلیسی: Ryuto Yasuoka؛ زادهٔ ۲۷ آوریل ۱۹۹۵) بازیکن بسکتبال اهل ژاپن است.